# Papuanella isleta
Papuanella isleta är en insektsart som beskrevs av Medler 2000. Papuanella isleta ingår i släktet Papuanella och familjen Flatidae. Inga underarter finns listade i Catalogue of Life.